# Vieux-Pont-en-Auge
Vieux-Pont-en-Auge è un ex comune francese di 306 abitanti situato nel dipartimento del Calvados nella regione della Normandia. Fino al 21 dicembre 1999 era chiamato Vieux-Pont. Il 1º gennaio 2017 è stato assorbito, insieme a numerosi altri comuni, dal comune di nuova costituzione di Saint-Pierre-en-Auge.

## Società

### Evoluzione demografica
Abitanti censiti